# Crowdy-Bay-Nationalpark
Der Crowdy-Bay-Nationalpark ist ein Nationalpark im Nordosten des australischen Bundesstaates New South Wales, 271 Kilometer nordöstlich von Sydney und 30 Kilometer nordöstlich von Taree.
Der Park erstreckt sich von Dunbogan und Laurieton im Norden bis zum Crowdy Head und Harrington im Süden. Er schützt weite Strände und die dahinterliegenden Heideflächen. Eine der größten landschaftlichen Sehenswürdigkeiten ist Diamond Head, eine Landzunge.
1818 wurde das Gebiet von John Oxley entdeckt. Im Park war die Hütte, wo die australische Schriftstellerin und Bühnenautorin Kylie Tennant eine Zeit lang lebte, zu besichtigen. Im November 2019 wurde die Hütte durch verheerende Buschbrände zerstört.